# Het Wilhelmus
Het Wilhelmus („Das Wilhelm[lied]“) ist die Nationalhymne der Niederlande. Die von ihr abgeleitete Fassung De Wilhelmus („Der Wilhelm“) ist ferner die Hymne der großherzoglichen Familie des Großherzogtums Luxemburg.

## Geschichte
Ob sie die älteste Nationalhymne der Welt ist, ist umstritten, aber letztlich eine Frage der Definition. Definiert man eine Nationalhymne als Einheit von Melodie und Text, so ist Het Wilhelmus wohl die älteste der Welt, gesungen ab dem 16. Jahrhundert. Allerdings ist sie erst seit 1932 die offizielle Nationalhymne der Niederlande.

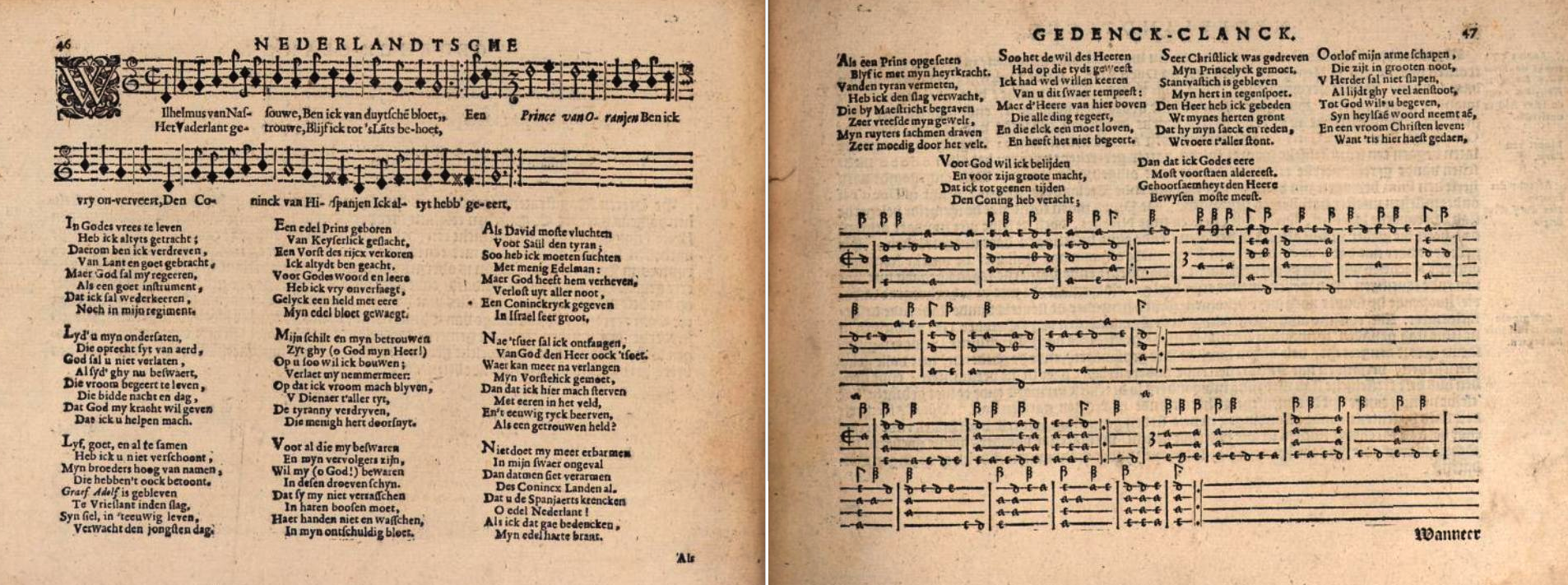
Älteste Veröffentlichung der Melodie des „Wilhelmus“ bei Adrianus Valerius in „Nederlandtsche Gedenck-Clanck“, 1626

Der Text wurde zwischen 1568 und 1572 zu Ehren von Wilhelm I. von Oranien-Nassau während des Aufstandes gegen die Spanier (auch bekannt als der Achtzigjährige Krieg) von einem unbekannten Verfasser geschrieben. Zur Frage der Autorschaft gibt es in der Forschung verschiedene Hypothesen. Aus der Umgebung Wilhelms von Oranien wird häufig Philips van Marnix als mutmaßlicher Autor genannt, gelegentlich auch Dirck Volkertszoon Coornhert, während Bram Maljaars 1996 in seiner Dissertation aufgrund stilistischer und sprachlicher Indizien zu der Annahme gelangte, der Text sei von niederländischen Emigranten ursprünglich in einem hochdeutschen Dialekt verfasst worden. Anderseits kam 2008 die Historikerin Gudrun Dekker zu dem Schluss, dass doch Marnix van Sint Aldegonde der Autor sei. Die Melodie wurde erstmals 1626 von Adriaen Valerius in seinem Neder-landtsche Gedenck-Clanck veröffentlicht. Sie geht ursprünglich auf das Soldatenlied O la folle entreprise du prince de Condé zurück, das in den Hugenottenkriegen entstand und aus der Sicht eines katholischen Soldaten Louis I. de Bourbon, prince de Condé verspottet, den Anführer der Hugenottenarmee bei der erfolglosen Belagerung von Chartres 1568. In Michael Praetorius’ Terpsichore, einer 1612 veröffentlichten Sammlung von 312 Instrumentaltänzen, erscheint „Wilhelm von Nass.“ als vierstimmig gesetztes Tanzstück unter der Nr. 185, mit einer leicht abgewandelten Melodie.
Der bisher älteste bekannte Druck des niederländischen Textes ist ein auf 1576/77 datiertes Exemplar des Geuzenliedboek in der Niedersächsischen Staats- und Universitätsbibliothek Göttingen. Die älteste erhaltene deutsche Fassung findet sich in einer zu Straßburg erschienen Liedflugschrift von 1573 mit dem Titel Ein schön neüw Lied/ von dem Printzen von Vranien. Wilhelm von Nassawe/ bin ich von Teütschem blut. Jm Thon. Wie man das Lied vom Grafen von Rom singet.
Als die Niederlande 1815 zum Königreich wurden, wurde dieses Stück nicht als Nationalhymne gewählt, weil es zu stark mit der Partei verknüpft war, die das Haus von Oranien-Nassau unterstützte. Vielmehr wurde aufgrund eines Wettbewerbs Wien Neêrlands Bloed zur Nationalhymne bestimmt. Die Popularität von Het Wilhelmus schwand aber nie, und am 10. Mai 1932 wurde es schließlich zur Nationalhymne erhoben.

## Text

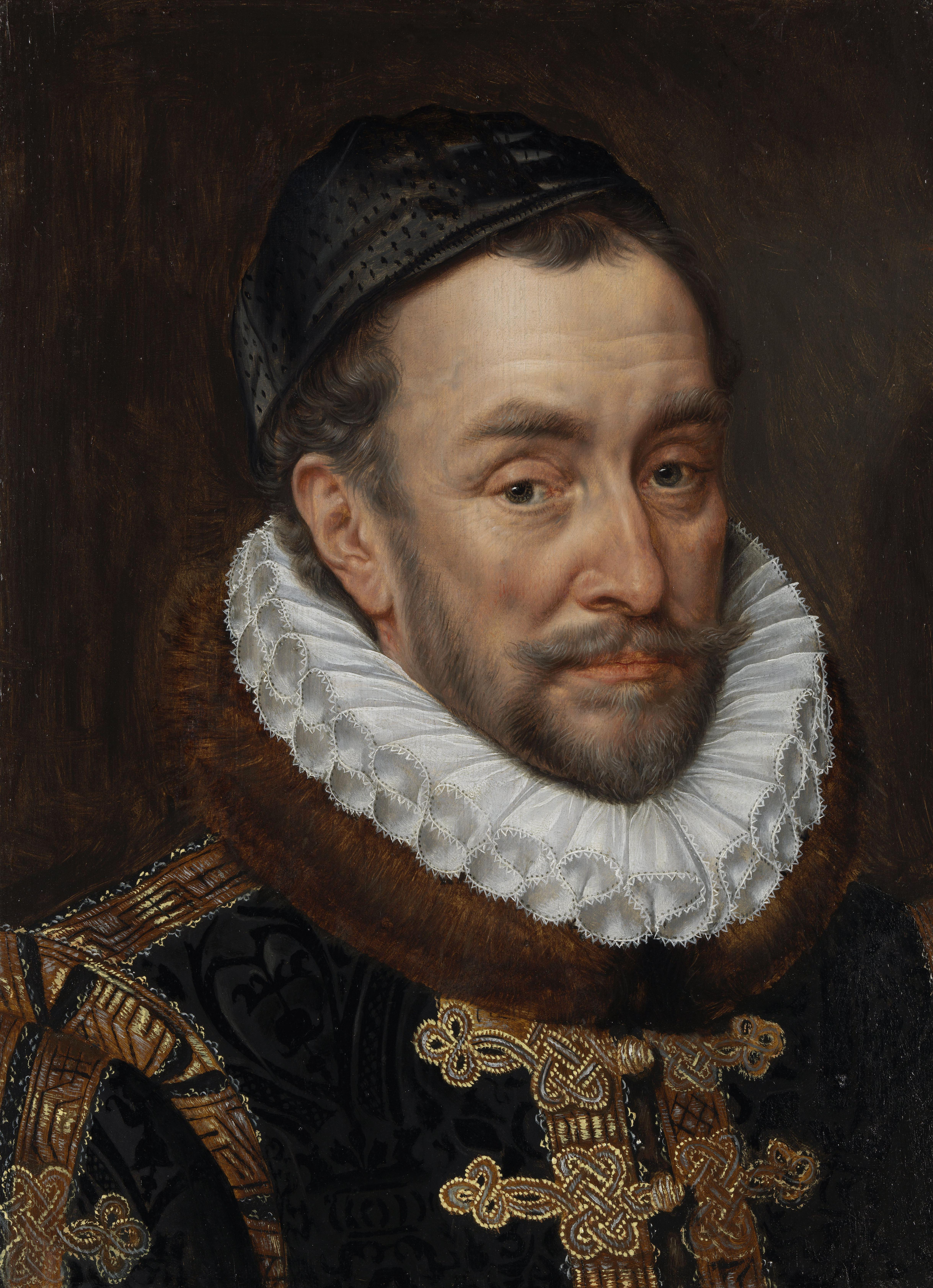
Adriaen Thomasz Key: Wilhelm I. von Oranien-Nassau (um 1575)

Normalerweise wird nur die erste Strophe der Hymne gesungen, bei festlichen Angelegenheiten jedoch auch die sechste Strophe.
Die Hymne ist ein Akrostichon; das heißt, die Anfangsbuchstaben der fünfzehn Strophen ergeben im Original den Namen Willem van Nassov.
Die heute übliche Fassung unterscheidet sich von der Originalfassung hauptsächlich durch eine modernere Rechtschreibung und Formenbildung, die jedoch immer noch einen historischen Stand der Sprachentwicklung widerspiegeln (19. Jh.) und nicht durchweg der heutigen Grammatik des Niederländischen entsprechen.

### Zur ersten Strophe
Das frühneuniederländische Wort Duytsch in der ersten Strophe bedeutete damals in erster Linie „niederländisch“ und hatte als sekundäre Bedeutung „germanisch“. In letzterer Bedeutung wurde es damals als Gegenbegriff zu den romanischen Sprachen und ihren Sprechern verwendet, es hatte aber keine (wie in der NS-Zeit manchmal behauptet) pangermanistische Konnotation. „Duyts“ war um 1570 nicht die üblichste oder eindeutigste Eigenbezeichnung der Niederländer; wahrscheinlich wollte der Dichter mit dieser Wortwahl den niederländischen Aufständischen nur beteuern, dass Wilhelm von Oranien zu ihnen gehörte und nicht zu den spanischen Habsburgern. Seit dem 16. Jahrhundert unterlag das Wort „duytsch“ aber einem ständigen Bedeutungswandel, so dass es ab etwa 1700 als Bezeichnung für die Deutschen galt oder als Antonym zum romanischen Sprachraum.
In der offiziellen Version des Liedes von 1932 wurde die Schreibweise zu „Duitsen“ (unzweideutig „deutsch“) modernisiert. Während der deutschen Besetzung der Niederlande (1940–45) und nach dem Zweiten Weltkrieg ersetzten viele Niederländer wegen Deutschfeindlichkeit „Duits“ durch „diets“, einen poetischen Ausdruck für die niederländische Sprache.

### Zur sechsten Strophe
Wegen der Zeilen „Die Tyrannei vertreiben, die mir mein Herz durchwund.“ war das „Wilhelmus“ während der Besatzung im Zweiten Weltkrieg verboten. Deshalb wird bei festlichen Angelegenheiten neben der ersten auch die sechste Strophe gesungen.